# إدوار خراط
إدوار الخراط (16 مارس 1926 - 1 ديسمبر 2015) كاتب مصري، ولد بالإسكندرية لعائلة قبطية أصلها من الصعيد، حصل على ليسانس الحقوق من جامعة الإسكندرية عام 1946م، عمل في مخازن البحرية البريطانية في الكبارى بالإسكندرية، ثم موظفا في البنك الأهلي بالإسكندرية، عمل بعدها موظفا بشركة التأمين الأهلية المصرية عام 1955م، ثم مترجما بالسفارة الرومانية بالقاهرة.
شارك إدوار الخراط في الحركة الوطنية الثورية في الإسكندرية عام 1946 واعتقل في 15 مايو 1948م في معتقلي أبو قير والطور. عمل في «منظمة تضامن الشعوب الإفريقية والآسيوية» في «منظمة الكتاب الإفريقيين والآسيويين» من 1959 إلى 1983م. تفرغ بعد ذلك للكتابة في القصة القصيرة والنقد الأدبي والترجمة، فاز بجائزة الدولة التشجيعية لمجموعة قصصه «ساعات الكبرياء» في 1972م.

## تأثيره الفكري
يمثل إدوار الخراط تيارًا يرفض الواقعية الاجتماعية كما جسّدها نجيب محفوظ في الخمسينات مثلا ولا يرى من حقيقة إلا حقيقة الذات ويرجّح الرؤية الداخلية، وهو أول من نظّر للـ«حساسية الجديدة» في مصر بعد 1967م. اعتبرت أول مجموعة قصصية له «الحيطان العالية» 1959، منعطفًا حاسمًا في القصة للغة العربية إذ ابتعد عن الواقعية السائدة آنذاك وركّز اهتمامه على وصف خفايا الأرواح المعرَّضة للخيبة واليأس، ثم أكدت مجموعته الثانية «ساعات الكبرياء» هذه النزعة إلى رسم شخوص تتخبط في عالم كله ظلم واضطهاد وفساد.
أما روايته الأولى «رامة والتِنِّين» 1980م، فشكّلت حدثًا أدبيًا من الطراز الأول، تبدو على شكل حوار بين رجل وامرأة تختلط فيها عناصر أسطورية ورمزية فرعونية ويونانية وإسلامية. ثم أعاد الخراط الكرة ب«الزمان الآخر» 1985، وبعدد من القصص والروايات -وإن صعب تصنيف هذه النصوص- متحررة من الاعتبارات الإيديولوجية التي كانت سائدة من قبل.

## الوفاة
بعد مشكلات في الحنجرة والبلعوم، وفقًا لتصريح ابنه الأكبر إيهاب، أُدخل إدوارد الخراط المستشفى، وأصيب هناك بالتهاب رئوي حاد ولم يعد يستجب للمضادات الحيوية. أعلنت وفاته صباح 1 ديسمبر 2015.

## مؤلفاته
صدر لإدوار الخراط أكثر من 50 كتابًا قصصيًا أو شعريًا أو نقديًا، ومن مؤلفاته:
- حيطان عالية، مجموعة قصصية، 1959
- رامة والتنين، رواية، 1980
- الزمن الآخر
- أضلاع الصحراء
- يقين العطش

كما قام بترجمة أربعة عشر كتاب إلى اللغة العربية، وعدد من المسرحيات والدراسات.

## تكريمه
- جائزة الدولة التشجيعية، ووسام العلوم والفنون من الطبقة الأولى عام 1973م.
- جائزة نجيب محفوظ من الجامعة الأمريكية بالقاهرة، 1999م،
- جائزة الدولة التقديرية، في الآداب، 1999م،
- جائزة ملتقى الرواية العربية الرابع بالقاهرة في فبراير 2008م.
- جائزة النيل، المجلس الأعلى للثقافة، 2014.[4]